# Eupithecia insolabilis
Eupithecia insolabilis är en fjärilsart som beskrevs av George Duryea Hulst 1900. Eupithecia insolabilis ingår i släktet Eupithecia och familjen mätare. Inga underarter finns listade i Catalogue of Life.